# Bulbophyllum rothschildianum
Bulbophyllum rothschildianum es una especie de orquídea epifita  originaria de  	 Asia.

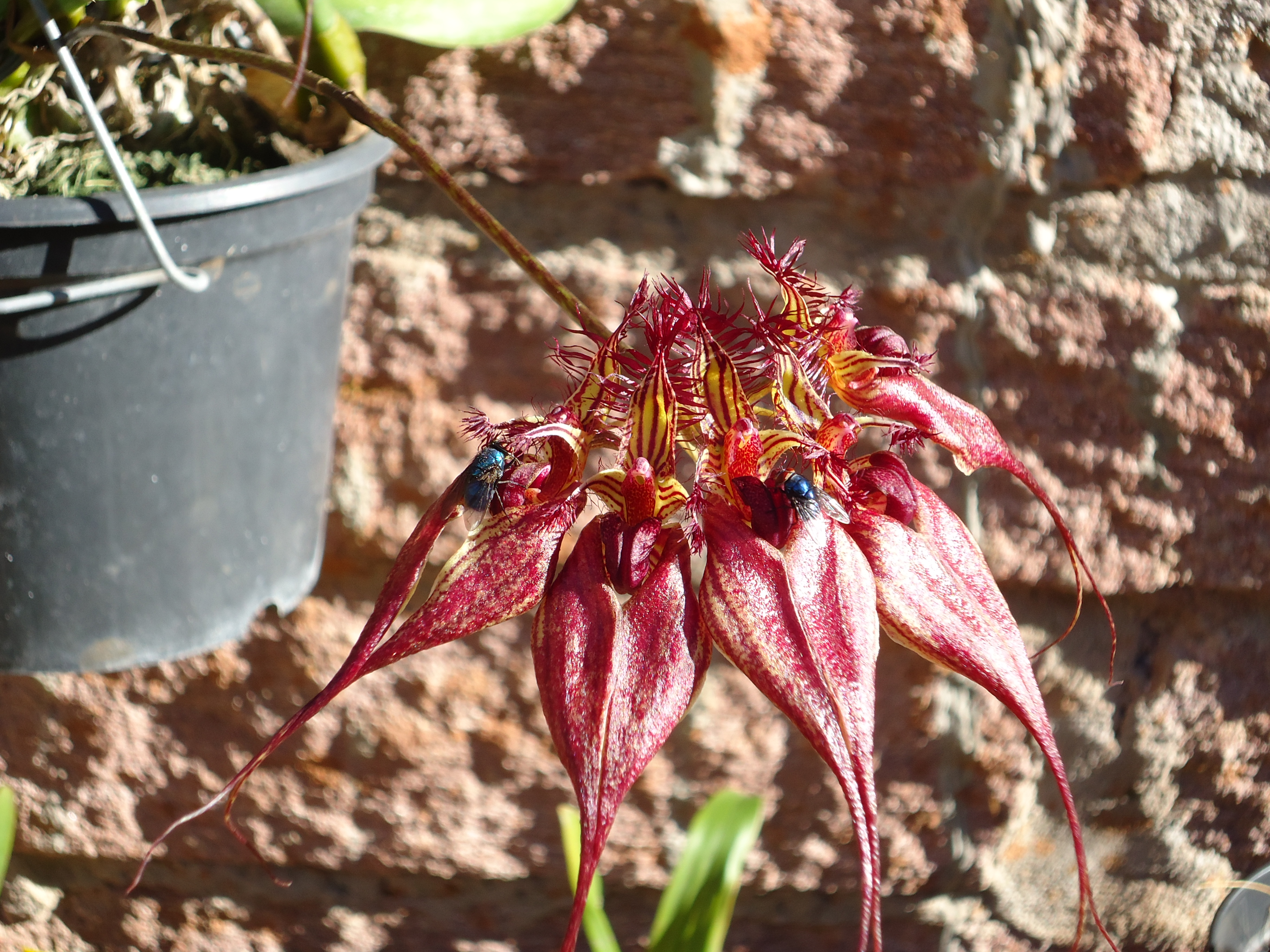
Vista de la planta

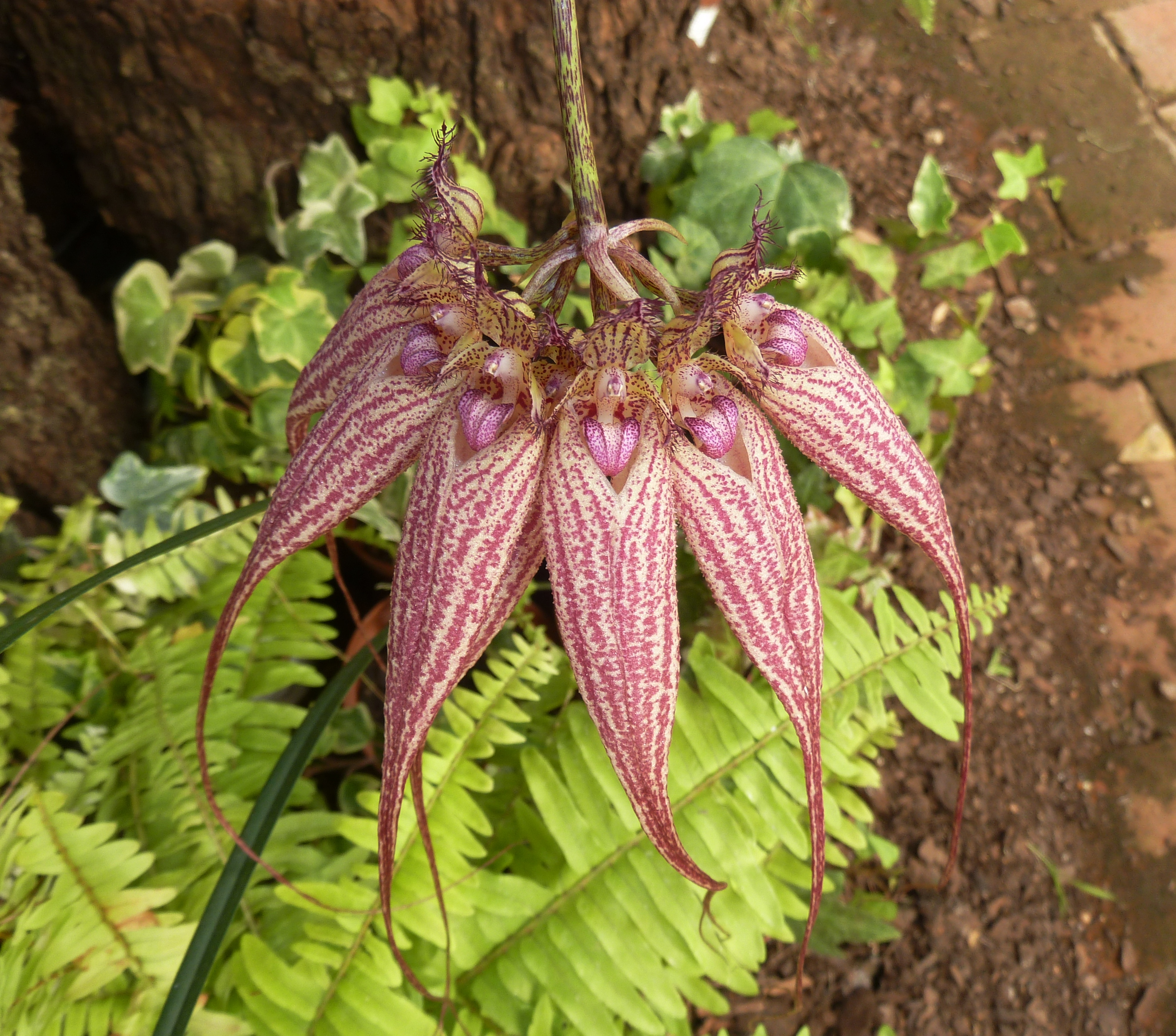
Detalle de las flores

## Descripción
Es una orquídea de pequeño tamaño, con hábitos de epífita y con pseudobulbos ovoides que llevan una sola hoja apical. Florece en una inflorescencia basal, erecta, con pocas flores, inflorescencias en forma de umbela que tiene flores fragante que aparecen en la primavera y el otoño.

## Distribución y hábitat
Se encuentra en el sur de la provincia de Yunnán de China, noreste de la India (Assam) y Birmania.   

## Cultivo
Esta especie necesita ser cultivada en una maceta o cesta con un medio de drenaje rápido, sombra parcial, suficiente agua y fertilizantes y una buena circulación de aire.

## Taxonomía
Bulbophyllum rothschildianum fue descrita por (O'Brien) J.J.Sm. y publicado en Bulletin du Jardin Botanique de Buitenzorg, sér. 2 8: 27. 1912.
Etimología
Bulbophyllum: nombre genérico que se refiere a la forma de las hojas que es bulbosa.
rothschildianum: epíteto otorgado a la Familia Rothschild amante de las orquídeas.
Sinonimia
- Cirrhopetalum rothschildianum O'Brien
- Mastigion rothschildianum (O'Brien) Lucksom	[3][4]